# تاكيشي إيمامورا
تاكيشي إيمامورا (بالكانا:いまむら たけし) هو سياسي ياباني، ولد في 1880 في اليابان، وتوفي في 1960.